# 앙굴렘 국제 만화 페스티벌
앙굴렘 국제 만화 페스티벌(프랑스어: Festival international de la bande dessinée d'Angoulême)은 이탈리아의 루카 코믹스 게임 축제와 일본의 코미켓 축제 다음으로 세계에서 가장 큰 만화 페스티벌 중 하나이다. 1974년 이래로 프랑스 앙굴렘에서 개최하고 있으며, 매년 1월 말에 열리는 축제이다. 축제에서는 프랑스는 물론 세계 각국의 만화와 관련 영상물이 전시되고, 다양한 강연회와 상영회, 시상식등이 열리기도 한다.

## 축제의 주요 행사
앙굴렘 국제 만화 페스티벌은 만화 출판사가 신간을 선보이는 도서전과 만화가들의 작품을 보여주는 전시회로 구성된다. 도서전에서는 관람객이 직접 만화책을 구매하고, 작가의 싸인을 받을 수도 있다. 2017년 한국 부스에서는 캐리커처를 그려주는 이벤트와 김정기작가 외에 많은 만화가들이 만화스케치 퍼포먼스를 하며 전시회장을 꾸몄다.
주최 측에서 운영하는 공식 시상식, 공개강연, 심포지엄 외에 출판사나 에이전시가 마련하는 작가 사인회 등도 열린다. 지난해 그랑프리를 수상한 작가의 개인전을 비롯, 다양한 기획전이 개최되고, 프로 만화가의 데생콘서트 같은 교육 연계 그로그램, 인기만화 투표 등 관람객의 참여를 유도하는 다양한 행사가 펼쳐진다.

## 역사
앙굴렘 국제 만화 페스티벌은 프랑스 문화부 장관이었던 프랑시스 그루와 장 마르디키앙, 그리고 만화학교의 클로드 몰리테르니가 설립하였다.앙굴렘 시는 만화가들의 개인적인 발표회에 자극을 받아 1974년부터 지원하기 시작했고, 지금의 이름을 걸고 첫 축제를 열었으며, 1976년부터는 앙굴렘 시립박물관에서 작품을 모으기 시작했다.
그리고 1980년대 프랑수아 메테랑 대통령의 대중문화 정책의 지원을 받아 칸 영화제를 비롯한 프랑스 5대 국제문화행사의 하나로 자리잡았다.
프랑스에서 만화는 이미 오래전부터 예술로 인정받았고 점차적으로 만화전시회가 대중적인 인기와 전문가의 호평을 받으며 성공을 거두었다.

## 연혁
매년 20만명의 관광객이 찾아오고 있으며 6000~7000명의 만화 관계자와 800여명의 기자들이 방문한다.
관광객의 수요는 일반적으로 앙굴렘 전역에 분포되어 있는 전시회장의 성격 상 직접적으로 파악하기 어렵다.
앙굴렘 국제 만화 페스티벌의 Grand Prix de la ville d'Angoulême라는 상은 매년 최고의 만화가에게 주는 상이며, 수상자는 다음년도 특별 전시회를 할 수 있는 명예를 갖게 된다

## 축제 사진

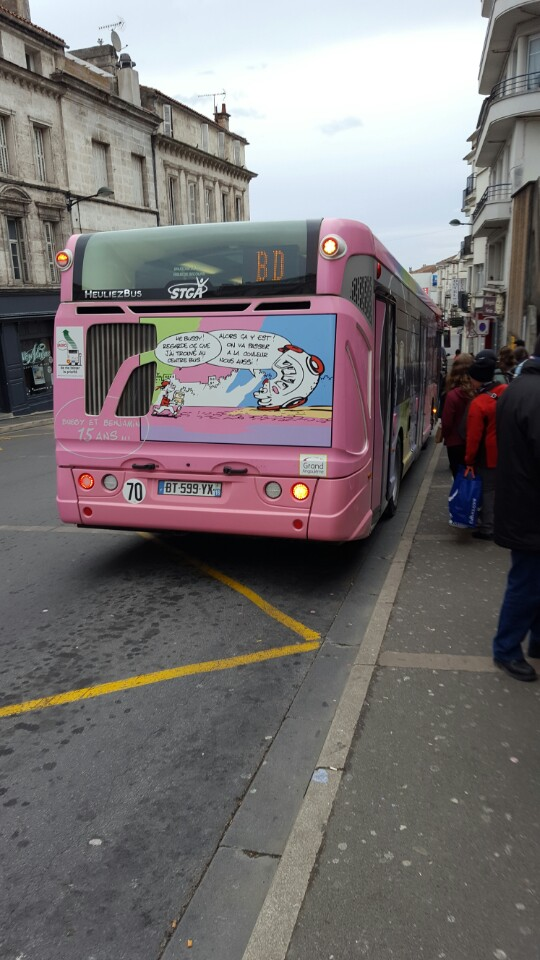
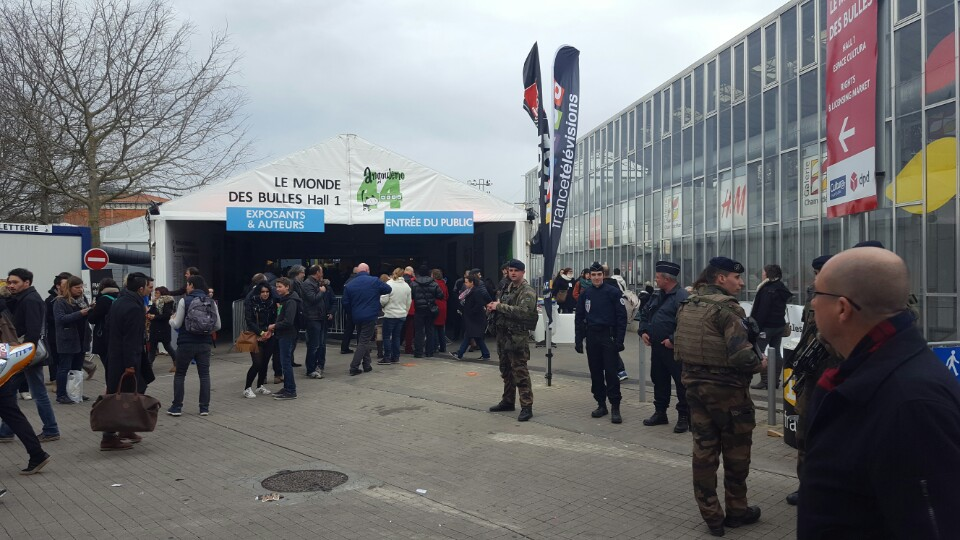

## 이 밖의 상
- Prize for School Comic
- Prize for Young Talent
- Prize for Young Talent from the Region
- "Strip" Prize
- Prize of the Students of Poitou-Charentes
- Prize of the Students of Angoulême
- Hippocampus Prize

## 수상 목록
- Prize for Best Album/Golden Wildcat
- Prize Awarded by the Audience
- Prize for Artwork
- Prize for First Comic Book
- Prize for a Series
- Prize for Inheritance
- Prix Jeunesse 9-12 ans (9-12살)
- Prix Jeunesse 7-8 ans (7-8살)
- Fanzine Prize
- Hope Prize
- Best promotional comic
- René Goscinny award

## 참고 문헌
1. 1 2  “Angoulême BD”. 2012년 1월 18일에 원본 문서에서 보존된 문서. 2012년 1월 30일에 확인함.
2. 1 2  “Honoured at Angoulême, Spiegelman tries to turn the page on ‘Maus’”. 《France 24》. 2012년 1월 27일. 2012년 1월 30일에 확인함.
3. ↑  Lancel, Xavier. “Seven Hours Till Angoulême”. Scarce/Bleeding Cool. 2012년 1월 30일에 확인함.
4. ↑  Pasamonik, Didier. "Disparition de Claude Moliterni, fondateur du Festival d’Angoulême ,"ActuaBD (Jan. 21, 2009). (프랑스어)
5. ↑  Delcroix, Olivier (2012년 1월 29일). “Angoulême : la BD en pleine forme”. 《Le Figaro》 (프랑스어). 2012년 1월 30일에 확인함.
6. ↑  “professionals”. Festival International de la bande dessinée d'Angoulême. 2017년 1월 28일에 원본 문서에서 보존된 문서. 2012년 1월 30일에 확인함.
7. ↑  Johnston, Rich. “Standing Out In The Crowd”. 《SCARCE At Angoulême》. Bleeding Cool. 2012년 1월 30일에 확인함.